# NGC 6397
NGC 6397 é um aglomerado globular na direção da constelação de Ara. O objeto foi descoberto pelo astrônomo Nicolas Lacaille em 1751, usando um telescópio refrator com abertura de 0,5 polegadas. Devido a sua moderada magnitude aparente (+5,3), é visível apenas com telescópios amadores ou com equipamentos superiores.